# Kagrra,
Kagrra, (カグラ) は、かつて存在した日本のヴィジュアル系ロックバンド。PS COMPANY所属。

## 概要
1998年に前身となるバンド「CROW」を結成し、活動を開始。KEYPARTYに所属。2000年にPSCOMPANYに移籍、バンド名を「Kagrra」に変更し6月3日にデビュー。2004年元日に名前を「Kagrra,」に変更しメジャーデビュー。
作詞は一志が担当し、作曲は主に楓弥と真を中心にメンバー全員で行っている。アルバムのジャケットデザインや、DVDのムービー作成などはリーダーである白水 (クリエーター時の呼び方は「ハクスイ」) が行うこともある。
和を基調とするネオ・ジャパネスク・スタイルと呼ばれる音楽性を標榜している。主に英語やカタカナを全く使わない歌詞や、和製楽器を思わせるようなギターの音を中心としたサウンドを特徴としている。ビジュアル面も、活動初期は和服を着用していたことから、和の反映が汲み取れる。だが、メジャー3枚目のシングル「憶」以降からはその傾向は次第に弱くなり、洋服に和風を少々加味したものを身に着けるようになってきている。5枚目のシングル「誓ノ月」からは、メンバーの衣装は洋装となってPVや楽曲に和風の面影を残すのみとなり、メジャー3枚目のアルバム『雫 -shizuku-』からは大半の楽曲は和のコンセプトからは離れた音楽性を見せた。しかしキングレコード移籍後初となる作品『Core』以降、着物アレンジの衣装を纏うヴィジュアル面や箏をはじめとした雅楽器を楽曲に大幅に取り入れる等、徐々に和風スタンスを取り戻していき、「バンドに更なる広がりを求める上では、必要以上に和風に執着はしない」としつつも以前よりも洗練された独自の和風ロックスタイルを確立した。ただし、あくまで和の響きの美しさをコンセプトとするため、ボーカルの一志は基本的にシャウト、デスヴォイス等の歌唱技術やヘッドバンギングなどのライブパフォーマンスは行わない。
CDジャケットやDVDで度々用いられるイラストは、イラストレーターの深谷友一朗によって書かれた物である。深谷はインディーズ時代のシングル「春麗ら」からイラストを手掛けており、Kagrra, 関連のフライヤーや、ライヴパンフレットやグッズ等にも絵を提供している。
2009年にはキングレコードとの契約を満了し、2010年からの新譜はクラウン徳間ミュージック販売の流通によるインディーズでのリリースとなった。
2010年11月11日、2011年2月13日より始まる全国ツアー『行脚 百鬼夜行〜陽〜』の最終公演、『終焉〜桜舞い散るあの丘で〜』 (2011年3月3日、渋谷C.C.Lemonホール) をもって解散することを発表した。
2011年3月3日、『終焉〜桜舞い散るあの丘で〜』 (渋谷C.C.Lemonホール) をもって解散。

## メンバー
- 一志 (イッシ、1978年12月7日 - 2011年7月18日[4])
ボーカル担当。血液型A型。長野県松本市出身。鬼や妖怪、怪談を愛好しており、衣装や歌詞、世界観など作品に色濃く反映された。
解散後、ソロ活動「shiki∞project〜志鬼陰謀〜 ( シキプロジェクト )」を開始。
2011年7月18日、都内の自宅で死亡しているのが発見された。遺族の意向により死因は明らかにされていなかったが、2014年にPS COMPANY代表取締役尾崎友美により自殺であったことが語られた[5]。享年32歳。

バンド歴 NéiL(ローディー)→Arise Mind→ CROW→Kagrra,→shiki∞project
- 楓弥 (アキヤ、8月25日生)
ギター担当。血液型B型。茨城県水戸市出身。現在は九印のAKIYAとして天野弓彦と共に活動している。kaggra,と同時期にセッションバンドDevil Christ13(DRAGON HEAD改名後のバンド)ではギターを担当。

バンド歴 DRAGON HEAD→CROW→Kagrra,。
- 真 (シン、9月11日生)
ギター、箏担当。血液型B型。埼玉県出身。
現在はレコーディングエンジニアやマニュピレーターとして主にthe GazettEに参加している。

バンド歴 CROW→Kagrra,→SIN(ソロ)
- 女雅 (ナオ、2月5日生)
ベース担当。北海道苫小牧市出身。現在 NAOKIとして、中島卓偉のサポートベーシストとして活動中。楓弥と白水と活動していたセッションバンドDevil Christ13ではベースボーカルを務めていた。

バンド歴 DRAGON HEAD→Arise Mind→ CROW→Kagrra,→NAOKI(ソロ)→FANTASISTA 。
- 白水 (イズミ、2月11日生)
ドラム、パーカッション、太鼓担当。リーダー。血液型O型。北海道苫小牧市出身。女雅と楓弥と活動していたセッションバンドDevil Christ13ではドラムを担当。

バンド歴 DRAGON HEAD→Arise Mind→ CROW→ Kagrra,。

## 略歴
- 1998年10月、和をコンセプトとして、前身バンドであるCROWを結成。
- 1999年6月13日、初のリリース作品であるデモテープ「百夜絵」を発売。
- 2000年
  - 6月3日、Kagrraへと改名。
  - 6月21日、デモテープ「恋綴魂」を発表。
  - 12月1日、アルバム『鵺』を発売。
- 2001年
  - 3月3日、公式ファンクラブ『Auga』発足。
- 2004年
  - 1月1日、コロムビアミュージックエンタテインメントよりシングル「愁」でメジャーデビュー。バンド表記を現在のKagrra,へ改名。
  - 3月3日、メジャー初のアルバム『京』を発売。
- 2005年
  - 7月20日、メジャー2枚目のアルバム『燦 〜san〜』を発売。
  - 11月23日、PS music (PS COMPANYによるキングレコード提携レーベル) より、インディーズ時代の作品の一部を再発売。
- 2007年
  - 2月14日、メジャー3枚目のアルバム『雫 -shizuku-』を発売。
  - 秋、コロムビアミュージックエンタテインメントとの契約を終了し、キングレコードに移籍。
- 2008年
  - 1月9日、移籍後初のアルバム『Core』を発売。
- 2009年
  - 4月1日、アルバム『珠』を発売。
  - 7月12日、ブラジルのイベントAnime Friendsに出演。
  - 10月25日、TBS ラジオ『高見沢俊彦のロックばん』にゲスト出演。
- 2010年
  - 3月3日、Kagrra, 10th Anniversary 百鬼夜行「鬼還」を開催[6]。
  - 8月7日、上海でワンマンライブを行う。また、8月8日には上海万博でのイベントにスペシャルゲストとして出演。
  - 9月18日に長野で行われる予定だったツアー「行脚 百鬼夜行〜陰〜」ファイナル「-八面大王の怪-」で、直前に一志の声が出なくなるという事態が起こり、延期となった。
  - 10月2日、長野JUNKBOXにて「行脚 百鬼夜行〜陰〜」ファイナル「-八面大王の怪-」振替公演を行う。
- 2011年3月3日、解散。

## 作品

### デモテープ
| #  | タイトル            | リリース                 | 収録曲                                                          | レーベル   |
| -- | ------------------- | ------------------------ | --------------------------------------------------------------- | ---------- |
| 0. | 百夜絵 (ひゃくやえ) | 1999年6月13日 (CROW名義) | 1. 百鬼夜行 2. 淡き炎に包まれて・・・ 3. 刹なる言葉 4. 最終転生 | KEY PARTY  |
| 1. | 恋綴魂 (ことだま)   | 2000年7月21日            | 1. 恋綴魂                                                       | PS COMPANY |

### シングル
| #   | タイトル                                              | リリース                                      | レーベル     | レーベル     | 収録アルバム |
| #   | タイトル                                              | リリース                                      | 初回         | 2005年再発   | 収録アルバム |
| --- | ----------------------------------------------------- | --------------------------------------------- | ------------ | ------------ | ------------ |
| 1.  | 幻惑の情景 (げんわくのじょうけい)                     | 2001年4月27日 (1000枚完全限定)                | PS COMPANY   | -            | 彩           |
| 2.  | 眩暈 (めまい)                                         | 2001年5月26日 (1000枚完全限定)                | PS COMPANY   | -            | 彩           |
| 3.  | 神謌 (かみうた)                                       | 2001年6月29日 (1000枚完全限定)                | PS COMPANY   | -            | 彩           |
| 4.  | 徒然なるままに、、、 (つれづれなるままに)             | 2001年7月27日 (1000枚完全限定)                | PS COMPANY   | -            | 彩           |
| 5.  | 〜夢イズル地〜 (ゆめいずるち)                         | 2002年4月3日                                  | PS COMPANY   | KING RECORDS | 煌           |
| 6.  | いろはにほへと                                        | 2002年5月5日 (『群雄割拠ツアー』会場限定販売) | PS COMPANY   | -            | -            |
| 7.  | 案山子 (かかし)                                       | 2002年5月5日 (『群雄割拠ツアー』会場限定販売) | PS COMPANY   | -            | -            |
| 8.  | 桜舞い散るあの丘で (さくらまいちるあのおかで)         | 2002年10月4日                                 | PS COMPANY   | KING RECORDS | -            |
| 9.  | 恋綴魂 (ことだま)                                     | 2002年10月4日                                 | PS COMPANY   | KING RECORDS | -            |
| 10. | 春麗ら (はるうらら)                                   | 2003年5月28日                                 | PS COMPANY   | KING RECORDS | -            |
| 11. | 夜伽噺 (よとぎばなし)                                 | 2003年7月30日                                 | PS COMPANY   | KING RECORDS | -            |
| 12. | 愁 (うれい)                                           | 2004年1月1日                                  | COLUMBIA     | -            | 京           |
| 13. | 凛 (りん)                                             | 2004年7月21日                                 | COLUMBIA     | -            | -            |
| 14. | 憶 (おもう)                                           | 2004年10月27日                                | COLUMBIA     | -            | 燦 〜san〜   |
| 15. | 幻影の貌/沙羅双樹の子護唄 (げんえいのかたち-)         | 2005年2月2日                                  | COLUMBIA     | -            | 燦 〜san〜   |
| 15. | 沙羅双樹の子護唄/幻影の貌 (さらそうじゅのこもりうた-) | 2005年2月2日                                  | COLUMBIA     | -            | 燦 〜san〜   |
| 16. | 誓ノ月 (ちかいのつき)                                 | 2006年2月1日                                  | COLUMBIA     | -            | -            |
| 17. | うたかた                                              | 2006年11月22日                                | COLUMBIA     | -            | 雫 -shizuku- |
| 17. | うたかた/叫び                                         | 2006年11月22日                                | COLUMBIA     | -            | 雫 -shizuku- |
| 17. | 叫び/うたかた                                         | 2006年11月22日                                | COLUMBIA     | -            | 雫 -shizuku- |
| 18. | 渦 (うず)                                             | 2008年9月10日                                 | KING RECORDS | -            | 珠           |
| 19. | 四季 (しき)                                           | 2009年10月21日                                | KING RECORDS | -            | 百鬼絢爛     |
| 20. | 月に斑雲 紫陽花に雨 (つきにむらくも はなにあめ)       | 2010年7月16日                                 | PS music     | -            | 百鬼絢爛     |
| 21. | 白ゐ嘘 (しろいうそ)                                   | 2010年8月11日                                 | PS music     | -            | 百鬼絢爛     |

### アルバム
| #   | タイトル                     | リリース       | レーベル     | レーベル     |
| #   | タイトル                     | リリース       | 初回         | 2005年再発   |
| --- | ---------------------------- | -------------- | ------------ | ------------ |
| 1.  | 鵺 (ぬえ)                    | 2000年12月1日  | PS COMPANY   | KING RECORDS |
| 2.  | 桜 (さくら)                  | 2001年3月3日   | PS COMPANY   | KING RECORDS |
| 3.  | 彩 (いろどり)                | 2001年10月3日  | PS COMPANY   | KING RECORDS |
| 4.  | 煌 (きらめき)                | 2002年5月1日   | PS COMPANY   | KING RECORDS |
| 5.  | ［gozen］ (ごぜん)           | 2002年12月11日 | PS COMPANY   | KING RECORDS |
| 6.  | 桜花爛漫 (おうからんまん)    | 2003年9月24日  | PS COMPANY   | KING RECORDS |
| 7.  | 京 (みやこ)                  | 2004年3月3日   | COLUMBIA     | -            |
| 8.  | 燦 〜san〜 (さん)            | 2005年7月20日  | COLUMBIA     | -            |
| 9.  | 雫 -shizuku- (しずく)        | 2007年2月14日  | COLUMBIA     | -            |
| 10. | Core (コア)                  | 2008年1月9日   | KING RECORDS | -            |
| 11. | 珠 (しゅ)                    | 2009年4月1日   | KING RECORDS | -            |
| 12. | 百鬼絢爛 (ひゃっきけんらん)  | 2011年2月2日   | PS music     | -            |
| 13. | Kagrra Indies BEST 2000-2003 | 2011年6月29日  | PS COMPANY   | -            |

### 参加オムニバス
| #  | タイトル                                    | リリース | 収録曲                                               | レーベル        |
| -- | ------------------------------------------- | --- | ---------------------------------------------------- | --------------- |
| 0. | KEY PARTY OMNIBUS ALBUM: HOLD YOUR KEY 2000 | 2000年1月21日 (参加: CROW名義) | 5. 葬春華舞い散るあの丘で (さくらまいちるあのおかで) | ENAMELL RECORDS |
| 1. | TRIBAL ARIVALL TOUR WARNING!!               | 2001年8月16日 2001年8月19日 2001年8月20日 2001年8月22日 2001年8月27日 (3マンツアー「TRIBAL ARIVALL TOUR WARNING!!」会場限定配布。Dué le quartz、Kagrra、Ashコラボ音源) | 1. WARNING!! 2. コメント                             | PS COMPANY      |

### VHS
| #  | タイトル                        | リリース                                                                   | レーベル   |
| -- | ------------------------------- | -------------------------------------------------------------------------- | ---------- |
| 1. | 恋綴魂 (ことだま)               | (FC入会特典、333本完全限定)                                                | PS COMPANY |
| 2. | 陰 (いん)                       | 2001年10月7日 (ツアー『天地創造 〜神々の宴〜』渋谷ON AIR EAST会場配布)     | PS COMPANY |
| 3. | 陽 (よう)                       | 2001年10月7日 (ツアー『天地創造 〜神々の宴〜』渋谷ON AIR EAST会場限定販売) | PS COMPANY |
| 4. | 神楽風雲録 (かぐらふううんろく) | 2002年3月3日 (3000本完全限定)                                              | PS COMPANY |
| 5. | 〜夢イズル地〜 (ゆめいずるち)   | 2002年6月16日 (『群雄割拠ツアー』ツアーファイナル会場500本限定販売)        | PS COMPANY |

### DVD
| #  | タイトル                                                                        | リリース       | レーベル   | レーベル     |
| #  | タイトル                                                                        | リリース       | 初回       | 2005年再発   |
| -- | ------------------------------------------------------------------------------- | -------------- | ---------- | ------------ |
| 1. | 「秘祭」二〇〇三年八月二十七日新宿リキッドルームLIVE (ひさい)                   | 2003年11月19日 | PS COMPANY | KING RECORDS |
| 2. | 〜開花宣言〜「桜花爛漫」 (かいかせんげん おうからんまん)                        | 2004年4月7日   | PS COMPANY | KING RECORDS |
| 3. | 京 〜古の扉が今、、、〜 (みやこ いにしえのとびらがいま)                         | 2004年7月21日  | COLUMBIA   | -            |
| 4. | 沙羅 〜懐かしの楽園〜 2005年4月14日(木) SHIBUYA-AX (さら なつかしのらくえん)    | 2005年8月3日   | COLUMBIA   | -            |
| 5. | 〜雲燦霧消〜 -unsanmusyo- 2005年8月22日(月) 東京厚生年金会館 (うんさんむしょう) | 2005年11月30日 | COLUMBIA   | -            |
| 6. | 鬼跡〜弐 (きせき に)                                                            | 2006年9月27日  | COLUMBIA   | -            |
| 7. | 終焉 〜桜舞い散るあの丘で〜 (しゅうえん さくらまいちるあのおかで)               | 2011年3月3日   | PS COMPANY | -            |

### 書籍
| #  | タイトル                   | リリース      | 形態          | 出版社               |
| -- | -------------------------- | ------------- | ------------- | -------------------- |
| 1. | Sacra                      | 2006年7月7日  | DVD付き写真集 | スタジオワープ       |
| 2. | バンドスコア雫 〜shizuku〜 | 2007年4月25日 | バンドスコア  | (株)ドレミ楽譜出版社 |
| 3. | バンドスコアCore           | 2008年7月19日 | バンドスコア  | (株)ドレミ楽譜出版社 |

## タイアップ一覧
| 使用年 | 曲名         | タイアップ                                                              |
| ------ | ------------ | ----------------------------------------------------------------------- |
| 2006年 | 誓ノ月       | テレビ東京系アニメ『キン肉マンII世 ULTIMATE MUSCLE2』エンディングテーマ |
| 2006年 | 叫び         | プロシード「チャクチャク」TV-CMソング                                   |
| 2007年 | 雫 -shizuku- | プロシード「チャクチャク」TV-CMソング                                   |
| 2008年 | 渦           | ホラーDVD映画『ひとりかくれんぼ』主題歌                                 |
| 2008年 | 鬼灯         | BS-iドラマ『怪談新耳袋スペシャル』主題歌                                |
| 2008年 | 四月一日     | NHK総合ドラマ8『キャットストリート』第4話 挿入歌                        |
| 2009年 | 桜月夜       | 第一興商「DAM★うたフル」TV-CMソング                                     |
| 2009年 | 咒葬         | 映画『ひとりかくれんぼ 劇場版』主題歌                                   |
| 2009年 | 四季         | 映画『掌の小説』主題歌                                                  |